# Lebrija (Kolumbia)
Lebrija – miasto w Kolumbii, w departamencie Santander.